# Leonardo González (zapaśnik)
Leonardo E. González Mendieta (ur. 11 stycznia 1973) – panamski zapaśnik. 
Zajął siedemnaste miejsce na mistrzostwach świata w 2003. Czwarte miejsce na igrzyskach panamerykańskich w 1995 i 2003.

## Osiągnięcia
Brązowy medalista mistrzostw panamerykańskich w 2006. Dwa medale igrzysk Ameryki Płd., złoty w 1994. Trzykrotnie na podium igrzysk Ameryki Środkowej i Karaibów, drugi w 1998 i 2002. Pięć razy triumfował na igrzyskach Ameryki Środkowej w latach 1994 - 2010. Zdobył trzy medale na igrzyskach boliwaryjskich, złoty w 1993 i 2001. Drugi w igrzyskach Pacyfiku w 1995 roku.
Od 2008 roku walczył w zawodowych walkach MMA. Odniósł cztery zwycięstwa i raz przegrał. Startował również w walkach Jujutsu i Grapplingu.